# ドワイト・ウィリアム・トライオン
ドワイト・ウィリアム・トライオン（Dwight William Tryon、1849年8月13日 - 1925年7月1日）はアメリカ合衆国の画家である。19世紀末から20世紀の初めのアメリカ合衆国における風景画のスタイル「トーナリズム」の画家の一人とされる。

## 略歴
コネチカット州ハートフォードで生まれた。4歳になる前に、父親を銃の事故で失い、祖父の農場で母親に育てられた。ハートフォードの大きな書店の店員になり、書店の美術本や入門書で美術を学び、余暇に郊外で風景画を描いた。
20歳になった1870年には地元で絵が売れるようになり、1873年には、ニューヨークのナショナル・アカデミー・オブ・デザインの展覧会に作品が受理された。職業画家になることに決め、結婚し、書店を辞めた。この頃は港の風景などを描き、ジョージ・イネスやアレクサンダー・ヘルウィグ・ワイアントから影響を受けていたとされる。
1876年にヨーロッパで修行することに決め、作品を競売にかけたり、寄付を募って資金を得て、妻とフランスに渡った。ルイ・ジャクソン・デ・ラ・シュヴルーズ(Louis Jacquesson de la Chevreuse: 1839-1903)のアトリエで学び、シャルル＝フランソワ・ドービニーやアンリ・アルピニー、アントワーヌ・ギュメといった画家から指導を受けた。この頃、フランスでは印象派が注目されていたがトライオンは印象派から影響を受けることはなかった。
ヨーロッパ各地を写生旅行し、フランス留学中のアメリカ人画家のアボット・ハンダーソン・セイヤーと知り合い、親しくなった。1881年に帰国した。風景画家や美術教師として活動し、ロバート・スウェイン・ギフォードやトマス・デューイングといった画家と友人になった。1886年から 1923年までマサチューセッツ州のスミス大学の非常勤の講師として学生を指導した。1887年にギフォードに勧められて、マサチューセッツ州の港町、ダートマスに別荘を購入し、冬はニューヨークで過ごすほかはダートマスで暮らすようになった。1889年にデトロイトの実業家で美術品コレクターのチャールズ・ラング・フリーアがトライオンの作品を購入し、フリーアはトライオンの重要なパトロンとなった。後にフリーアのコレクションと資金をもとに設立されたフリーア美術館には多くのトライオンの作品が収蔵された。
アメリカ芸術家協会(Society of American Artists)の初期の会員になり、ナショナル・アカデミー・オブ・デザインやフィラデルフィアのペンシルベニア美術アカデミーの展覧会に出展した。
1891年にナショナル・アカデミー・オブ・デザインの正会員(National Academicians)に選ばれた。アメリカ水彩画教会(American Watercolor Society)の会員になり、1908年に米国芸術文学アカデミー(American Academy of Arts and Letters)の会員に選ばれた。

## 作品

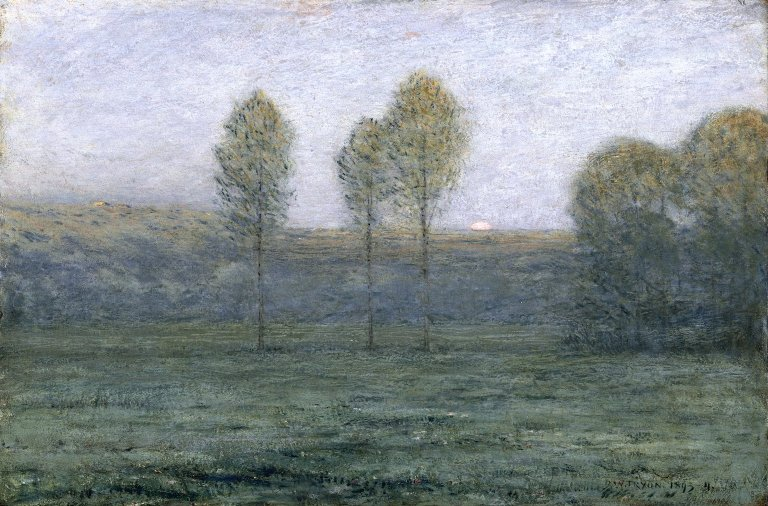
Twilight (1893/1894)
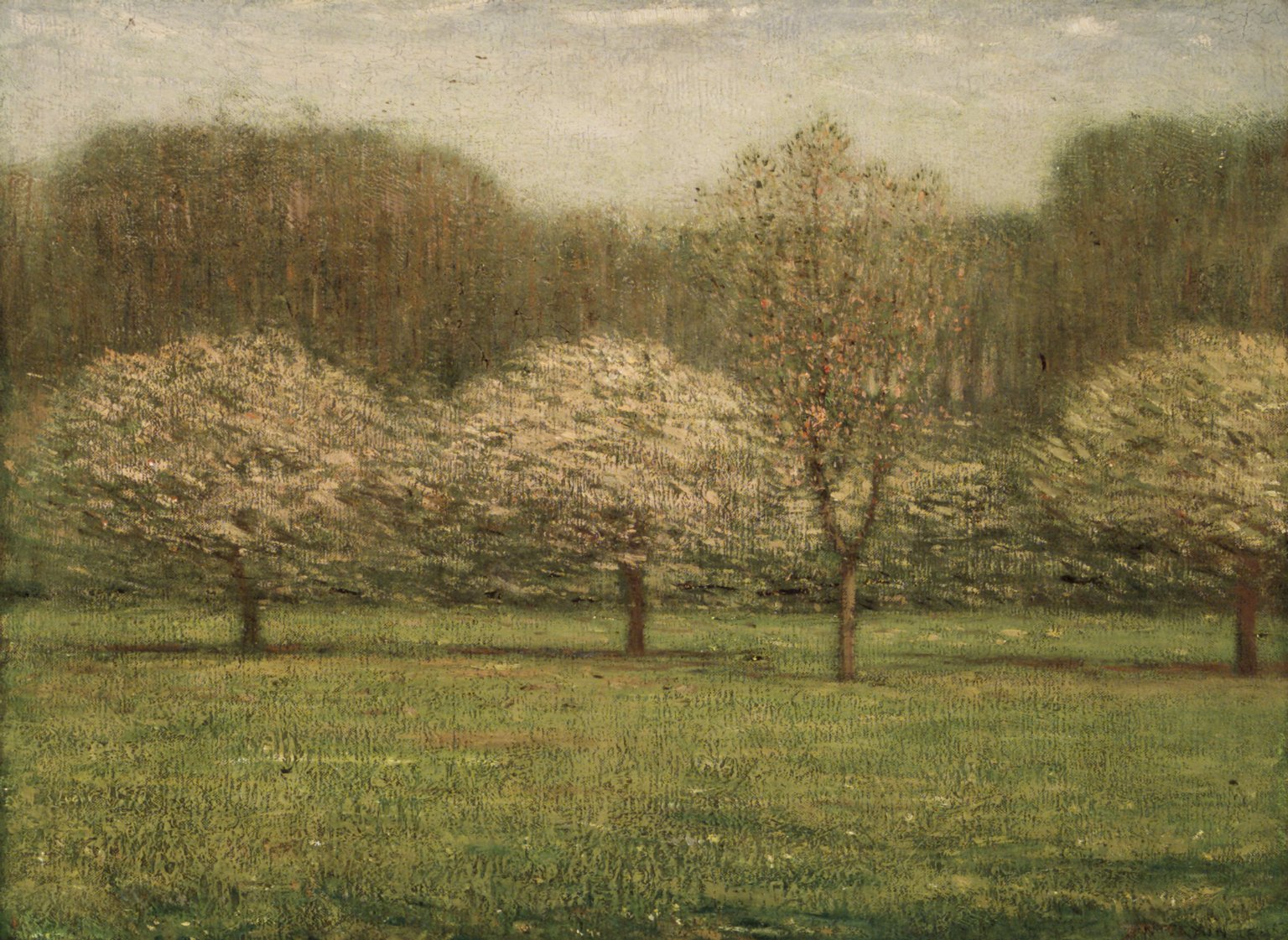
Apple Blossoms (1895)
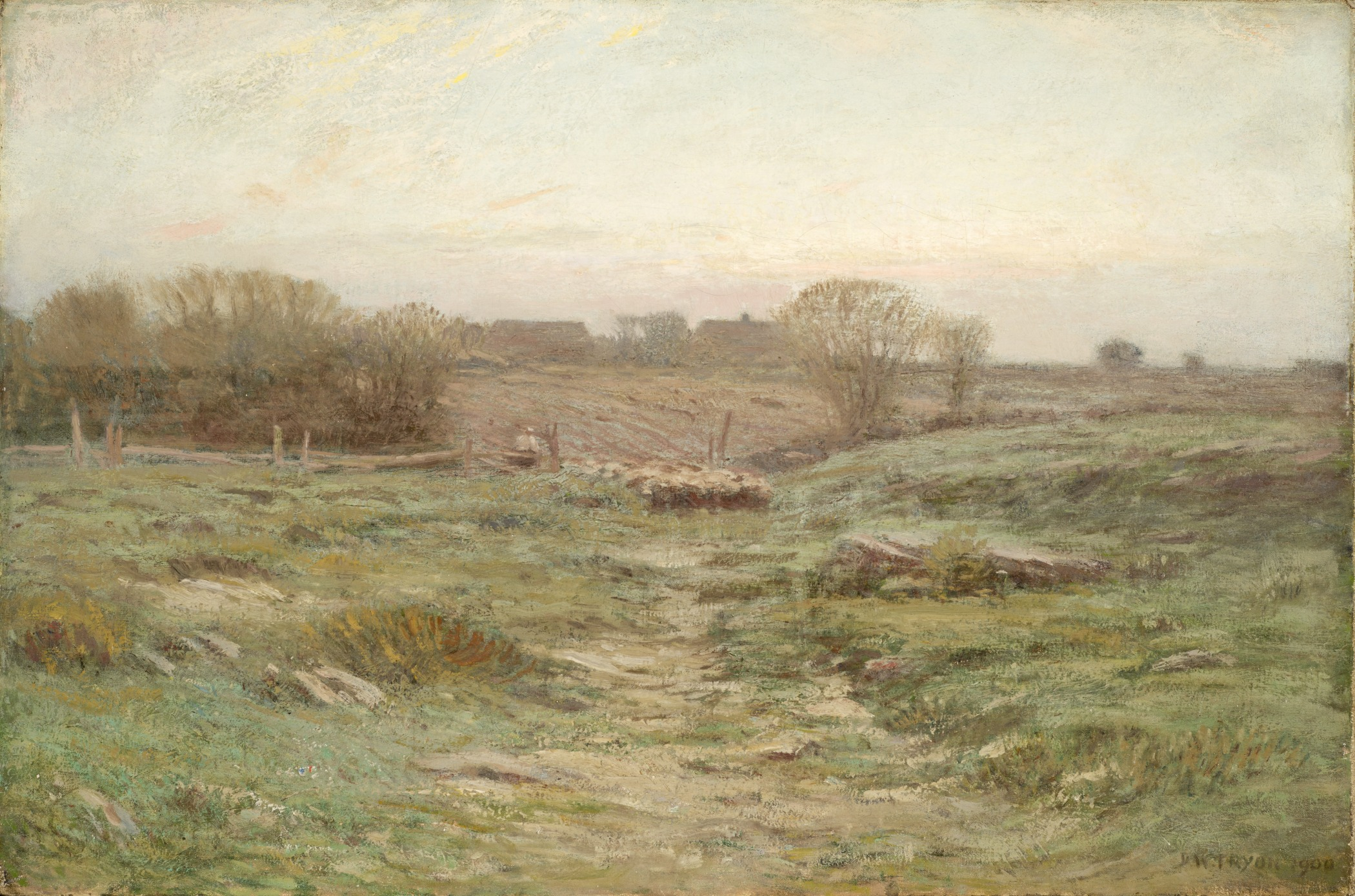
Sheep in the Valley (1900)
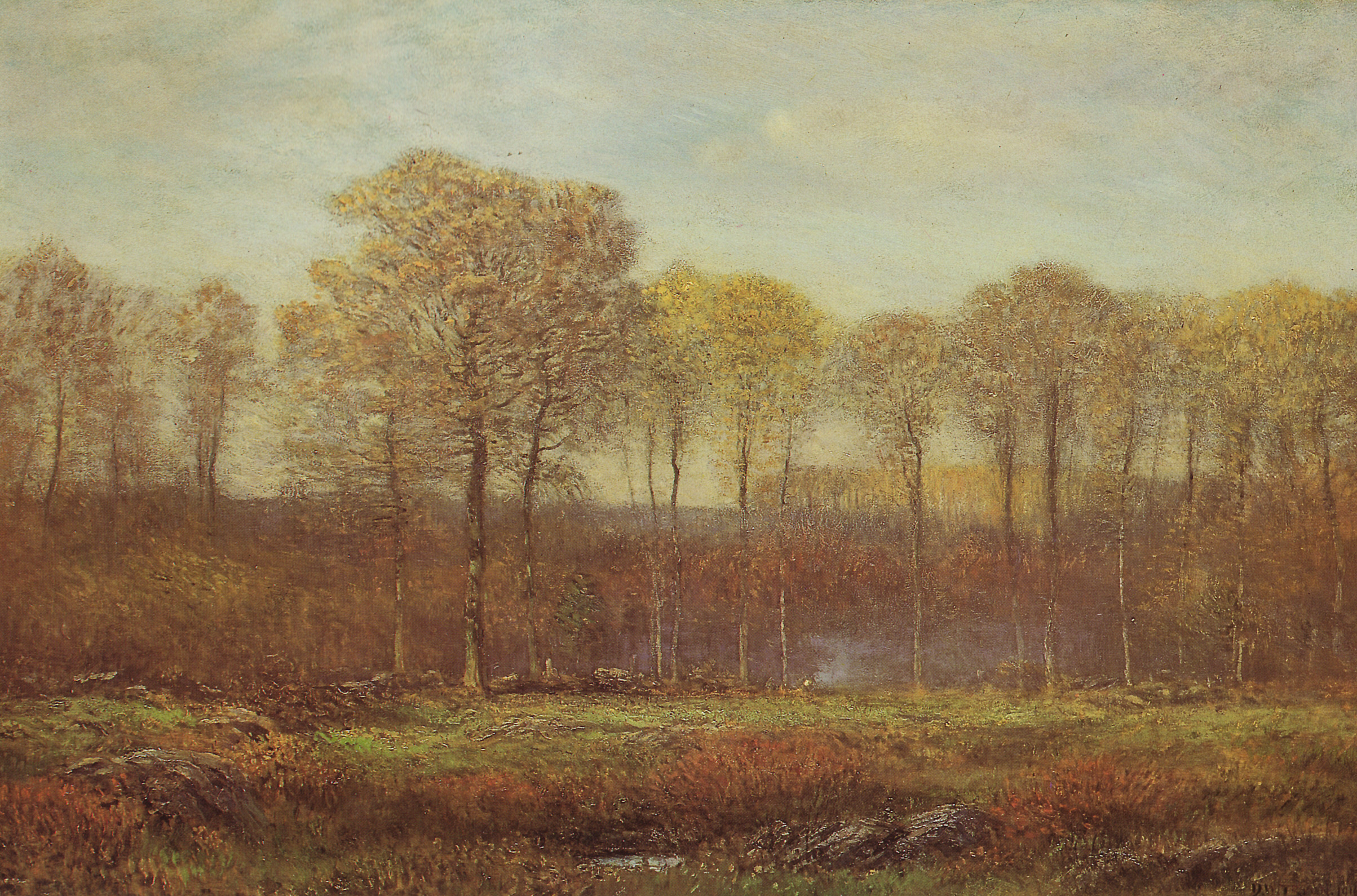
Autumn: New England  (1916/1917)
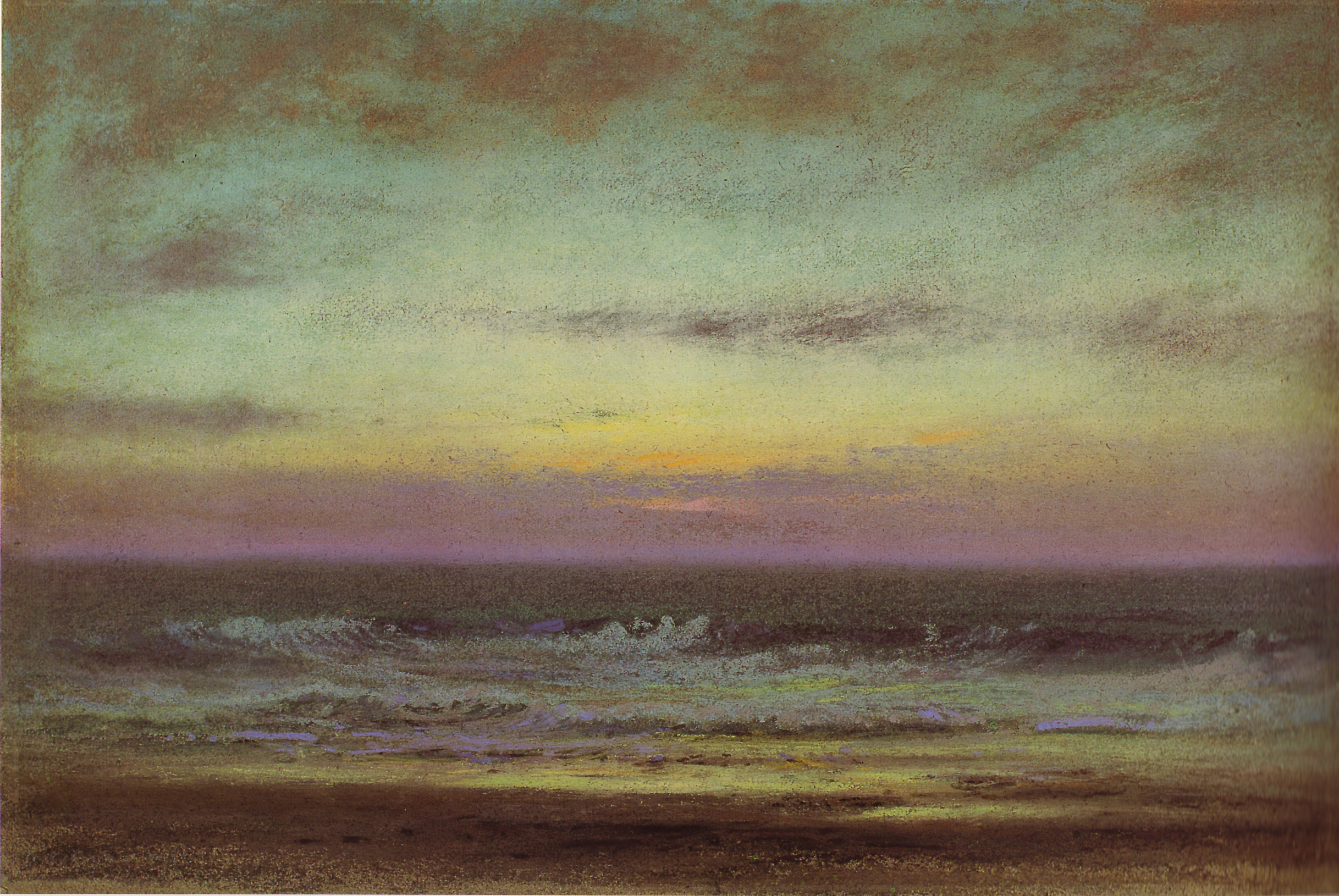
After Sunset: Looking East (1915)
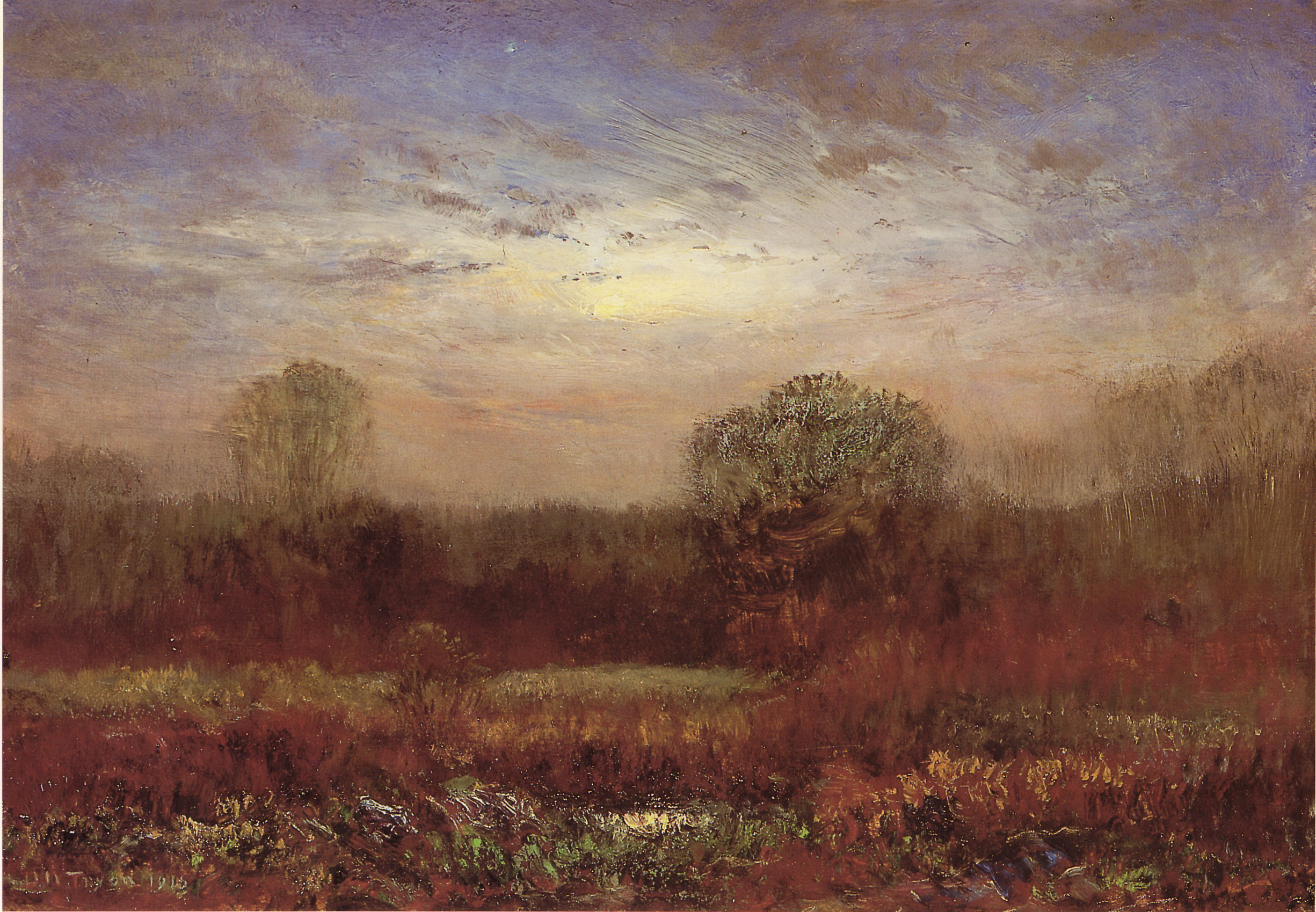
Autumn Night  (1916)